# توم بوركي
توم بوركي (بالإنجليزية: Tom Bourke)‏ هو لاعب دوري الرغبي أسترالي، ولد في 1918 في Woy Woy ‏ في أستراليا، وتوفي في 2001 في Five Dock ‏ في أستراليا.